# Andreas von Fürstenberg
Andreas von Fürstenberg, född  7 mars 1663 i Litauen, död 11 oktober 1738 i Hohensee (Zemitz) var en svensk-tysk general, friherre och godsägare.

## Biografi
Andreas von Fürstenberg tillhörde de baltiska grenen av ätten Fürstenberg, blev 1683 musketerare i den svenska armén. 1688 blev han löjtnant, 1690 kapten, 1702 major och 1707 överstelöjtnant i änkedrottningens livregemente. 28 maj 1711 överste, och 30 juni 1721 befordrades han till generalmajor. En kort tid senare, den 10 juli 1721, tog han avsked.¨Han deltog i kampanjen i Brabant 1692, var chef för Guvernörsregementet i Wismar 1711–1713 och 1714–1716 och blev fången 1716 och var krigsfånge fram till 1720.
1711 blev han Landrat och från 1721 Kurator vid universitetet i Greifswald.
Han fick 1769 godset Groß Bünzow i Klein Bünzow i Pommern, i nuvarande Landkreis Vorpommern-Greifswald i förläning, och upphöjdes 1731 till friherre.

## Familj
1702 gifte sig Andreas von Fürstenberg med Sophia Elisabeth Sellius von Ehrenfels, arvtagare till godset Hohensee och dotter till den 1682 adlade diplomaten Heinrich Ernst Sellius von Ehrenfels (död 1683) och hans fru Margaretha Catharina von Stijpman. Paret fick fem barn, Wilhelm Burkhard von Fürstenberg (född 1766), Johann Gustav (född 1761), dottern Magdalena Euphemia (född cirka 1710), vilken ärvde Hohensee, och avled där den 17 juli 1778.
Denna svenska gren av ätten Fürstenberg utslocknade på svärdssidan 1761 med hans son Johann Gustav Fürstenberg.